# Leszek Czarnobaj
Leszek Czarnobaj (ur. 12 marca 1956 w Kwidzynie) – polski polityk, samorządowiec, w latach 1997–1998 burmistrz Kwidzyna, w latach 1999–2006 starosta kwidzyński, w latach 2006–2010 wicemarszałek województwa pomorskiego, senator VIII, IX, X i XI kadencji.

## Życiorys
Syn Stanisława i Leokadii. Ukończył studia z zakresu technologii drewna na Akademii Rolniczej w Poznaniu oraz podyplomowe studia z komunikacji i marketingu. W latach 1980–1990 pracował w Zakładach Celulozowo-Papierniczych w Kwidzynie.
Pełnił funkcję wiceburmistrza Kwidzyna (1990–1997), następnie do 1998 burmistrza tego miasta. Od 1999 do 2006 zajmował stanowisko starosty kwidzyńskiego, był także radnym powiatowym. Należał do Kongresu Liberalno-Demokratycznego oraz Unii Wolności. Od 2001 jest związany z Platformą Obywatelską.
W wyborach parlamentarnych w 2001 bez powodzenia kandydował do Sejmu z listy PO. W 2004 nie skorzystał z możliwości objęcia zwolnionego mandatu posła. W 2006 został wybrany do sejmiku pomorskiego. W drugim zarządzie Jana Kozłowskiego objął funkcję wicemarszałka województwa. Pełnił ją także w zarządzie kierowanym przez Mieczysława Struka do 2010. W tym samym roku utrzymał mandat radnego województwa. W 2011 pełnił funkcje prezesa spółki „Zdrowie” oraz dyrektora szpitala powiatowego w Kwidzynie.
W wyborach w 2011 z powodzeniem ubiegał się o mandat senatora z ramienia PO, w nowym okręgu jednomandatowym dostał 34 230 głosów. W 2015, 2019 i 2023 był ponownie wybierany na senatora (otrzymywał odpowiednio 27 721 głosów, 53 771 głosów oraz 56 152 głosy). Od listopada 2019 do sierpnia 2020 był przewodniczącym grupy senatorów klubu parlamentarnego Koalicji Obywatelskiej.
W 2010 został odznaczony medalem „Zasłużony dla Ziemi Sztumskiej”.
Uzyskał członkostwo w Polskim Związku Brydża Sportowego oraz tytuł mistrza krajowego.

## Wyniki w wyborach ogólnopolskich
| Wybory | Komitet wyborczy    | Komitet wyborczy      | Organ            | Okręg            | Wynik           |
| ------ | ------------------- | --------------------- | ---------------- | ---------------- | --------------- |
| 2001   |                     | Platforma Obywatelska | Sejm IV kadencji | nr 25            | 2550 (0,70%)    |
| 2011   | Senat VIII kadencji | Platforma Obywatelska | nr 67            | 34 230 (49,03%)  |                 |
| 2015   | Senat IX kadencji   | Platforma Obywatelska | nr 67            | 27 721 (40,67%)  |                 |
| 2019   |                     | Koalicja Obywatelska  | nr 67            | Senat X kadencji | 53 771 (60,92%) |
| 2023   | Senat XI kadencji   | Koalicja Obywatelska  | nr 67            | 56 152 (52,56%)  |                 |